# 阿吉拉島
阿吉拉島是智利的島嶼，屬於迭戈拉米雷斯群島的一部分，距離合恩角約100公里，由南極智利省負責管轄，是南美洲的最南端。